# Hartmut Vorjohann

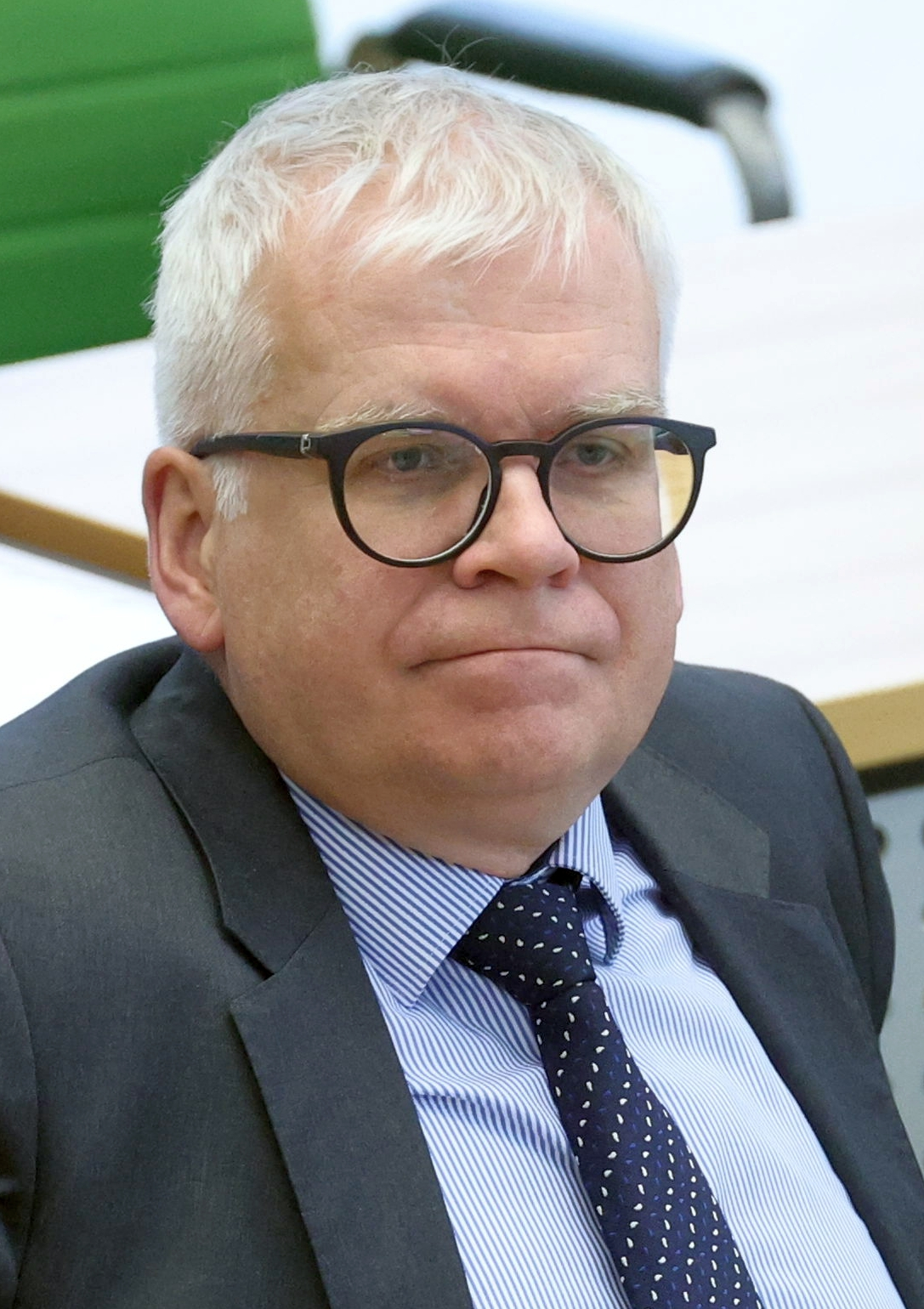
Hartmut Vorjohann (2024)

Hartmut Vorjohann (* 4. Juni 1963 in Harsewinkel) ist ein deutscher Politiker (CDU). Er war von 2019 bis 2024 Staatsminister der Finanzen des Freistaates Sachsen.

## Leben und politische Karriere
2005 wurde Vorjohann Mitglied der CDU.
Vorjohann studierte in Marburg und ist Diplom-Volkswirt und Diplom-Politologe. 1992 bis 2000 war er in der Stadtverwaltung Leipzig tätig, u. a. als Amtsleiter der Kämmerei. Vorjohann war von 2003 bis 2016 in Dresden der Beigeordnete für Finanzen und Liegenschaften. In dieser Zeit tilgte die Stadt Dresden 2006 ihre Schulden in Höhe von 784 Millionen Euro durch den Verkauf der stadteigenen Wohnungsgesellschaft Woba an die US-amerikanische Investmentgesellschaft Fortress Investment Group für 1,7 Milliarden Euro, um für den städtischen Haushalt finanziellen Gestaltungsspielraum zurückzugewinnen. Als sein politisches Credo benannte er “Kitas und Schulen” – der Sanierungsstau an deren Gebäuden betrug im Dezember 2007 650 Millionen Euro, dieser Aufgabe ordnete er grundsätzlich alle anderen, insbesondere freiwilligen, kommunalen Investitionen und Projekte unter, beispielsweise einen damals öffentlich stark geforderten Neubau der Staatsoperette im Stadtzentrum. 2017 bis 2019 war er in der Landeshauptstadt Beigeordneter für Bildung und Jugend.
Am 20. Dezember 2019 wurde Vorjohann im Kabinett Kretschmer II zum Staatsminister der Finanzen ernannt. Im Zuge der Bildung des Kabinetts Kretschmer III schied er am 19. Dezember 2024 aus dem Ministeramt aus.
Vorjohann ist verheiratet und hat zwei Kinder.